# Anthony John Holland
Anthony John Holland kurz: Tony Holland (* 18. Januar 1940 in Shoeburyness, England; † 28. November 2007 in London) war ein britischer Drehbuchautor.

## Leben
Hollands Karriere begann im Jahre 1966 mit der Serie Doctor Who. Ein Jahr später wurde er von der BBC entdeckt und begann das Drehbuchschreiben. Erst 1970 arbeitete er an Z-Cars mit und traf dort die Produzentin und Regisseurin Julia Smith und begann eine lange Zusammenarbeit.
Im Mai 2007 trat Holland in eine Lebensgemeinschaft mit Paul Wade ein, starb aber im November 2007 nach einer langen Krankheit.

## Filmografie
- 1966: Doctor Who
- 1970: Z-Cars
- 1976: Life and Death of Penelope
- 1984: Cold Warrior
- 1985–2007: EastEnders